# Catocala xanthophaea
Catocala xanthophaea är en fjärilsart som beskrevs av Karl Schawerda 1925. Catocala xanthophaea ingår i släktet Catocala och familjen nattflyn. Inga underarter finns listade i Catalogue of Life.